# Oliver Fula
Tomas pereira (Santa Marta, Colombia, 2 de junio de 1991) es un futbolista profesional colombiano. Juega como defensa central.

## Clubes
| Club                   | País     | Año         |
| ---------------------- | -------- | ----------- |
| Unión Magdalena        | Colombia | 2005 - 2010 |
| Once Caldas            | Colombia | 2011        |
| Union Magdalena        | Colombia | 2012 - 2015 |
| Alianza Petrolera      | Colombia | 2016        |
| CD La Equidad          | Colombia | 2016 - 2017 |
| Envigado FC            | Colombia | 2017        |
| CD Universitario       | Panamá   | 2018 - 2019 |
| CSF Speranța Nisporeni | Moldavia | 2019        |
| Real Cartagena         | Colombia | 2020        |

## Estadísticas
Actualizado al último partido jugado el 11 de marzo de 2017.
| Union Magdalena · Colombia                                                                                                 |               |               |     |    |    |   |   |     |     |    |
| 1ª | 2005          |               |     | -  | -  | - | - |     |     |    |
| 1ª | 2006          |               |     | -  | -  | - | - |     |     |    |
| 2ª | 2007          |               |     | -  | -  | - | - |     |     |    |
| 2ª | 2008          |               |     |    |    | - | - |     |     |    |
| 2ª | 2009          |               |     |    |    | - | - |     |     |    |
| 2ª | 2010          |               |     |    |    | - | - |     |     |    |
| Total club | Total club    | 131           | 10  | 19 | 0  | 0 | 0 | 150 | 10  |    |
| Once Caldas · Colombia |               |               |     |    |    |   |   |     |     |    |
| 1ª | 2011          | 15            | 0   | 7  | 1  | 3 | 0 | 25  | 1   |    |
| Total club | Total club    | 15            | 0   | 7  | 1  | 3 | 0 | 25  | 1   |    |
| Union Magdalena · Colombia                                                                                                 |               |               |     |    |    |   |   |     |     |    |
| 2ª | 2012          | 35            | 1   | 2  | 0  | - | - | 37  | 1   |    |
| 2ª | 2013          | 31            | 3   | 4  | 1  | - | - | 35  | 4   |    |
| 2ª | 2014          | 35            | 2   | 2  | 0  | - | - | 37  | 2   |    |
| 2ª | 2015          | 38            | 1   | 1  | 0  | - | - | 39  | 1   |    |
| Total club | Total club    | 139           | 7   | 11 | 1  | 0 | 0 | 150 | 8   |    |
| Alianza Petrolera · Colombia                                                                                               |               |               |     |    |    |   |   |     |     |    |
| 1ª | 2016          | 6             | 0   | 4  | 0  | - | - | 10  | 0   |    |
| Total club | Total club    | 6             | 0   | 4  | 0  | 0 | 0 | 10  | 0   |    |
| La Equidad · Colombia |               |               |     |    |    |   |   |     |     |    |
| 1ª | 2016          | 16            | 0   | 4  | 0  | - | - | 20  | 0   |    |
| 1ª | 2017          | 8             | 0   | 4  | 0  | - | - | 12  | 0   |    |
| Total club | Total club    | 24            | 0   | 8  | 0  | 0 | 0 | 32  | 0   |    |
| Total carrera | Total carrera | Total carrera | 315 | 17 | 49 | 2 | 3 | 0   | 367 | 19 |
| (1) Incluye datos de la Copa Colombia. (2) Incluye datos de Copa Sudamericana. (3) No incluye goles en partidos amistosos. |               |               |     |    |    |   |   |     |     |    |